# Kansas (Oklahoma)
Kansas is een plaats (town) in de Amerikaanse staat Oklahoma, en valt bestuurlijk gezien onder Delaware County.

## Demografie
Bij de volkstelling in 2000 werd het aantal inwoners vastgesteld op 685.
In 2006 is het aantal inwoners door het United States Census Bureau geschat op 722, een stijging van 37 (5,4%).

## Geografie
Volgens het United States Census Bureau beslaat de plaats een oppervlakte van
3,9 km², geheel bestaande uit land. Kansas ligt op ongeveer 345 m boven zeeniveau.

## Plaatsen in de nabije omgeving
De onderstaande figuur toont nabijgelegen plaatsen in een straal van 12 km rond Kansas.